# Злобицька сільська рада
Злобицька сільська рада — колишня адміністративно-територіальна одиниця та орган місцевого самоврядування у Коростенському (Ушомирському) районі і Коростенській міській раді Коростенської й Волинської округ, Київської та Житомирської областей Української РСР з адміністративним центром у селі Злобичі.

## Населені пункти
Сільській раді на час ліквідації були підпорядковані населені пункти:
- с. Злобичі

## Населення
Кількість населення ради, станом на 1923 рік, становила 1 930 осіб, кількість дворів — 337.

## Історія та адміністративний устрій
Створена 1923 року в с. Злобичі Ушомирської волості Коростенського повіту Волинської губернії. 7 березня 1923 року увійшла до складу новоствореного Коростенського (згодом — Ушомирський) району Коростенської округи.
1 червня 1935 року, відповідно до постанови Президії ЦВК УСРР «Про порядок організації органів радянської влади в новоутворених округах», внаслідок ліквідації Коростенського району, сільську раду підпорядковано Коростенській міській раді Київської області. 28 лютого 1940 року, відповідно до указу Президії Верховної ради Української РСР «Про утворення Коростенського сільського району Житомирської області», сільську раду включено до складу відновленого Коростенського району Житомирської області.
Станом на 1 вересня 1946 року сільська рада входила до складу Коростенського району Житомирської області, на обліку в раді перебувало с. Злобичі. З 1954 року (за іншими даними — з 1959 року) на обліку числиться с. Довга Нивка (Довга Нива).
Ліквідована 5 березня 1959 року, відповідно до рішення Житомирського облвиконкому № 161 «Про ліквідацію та зміну адміністративно-територіального поділу окремих сільських рад області», територію та населені пункти приєднано до складу Холосненської сільської ради Коростенського району Житомирської області.